# Clyde (Karolina Północna)
Clyde – miasto w Stanach Zjednoczonych, w stanie Karolina Północna, w hrabstwie Haywood.